# Denel AH-2 Rooivalk
L'AH-2 Rooivalk est un hélicoptère d'attaque produit par la firme sud-africaine Denel Aerospace et en service au sein de la force aérienne sud-africaine.

## Historique

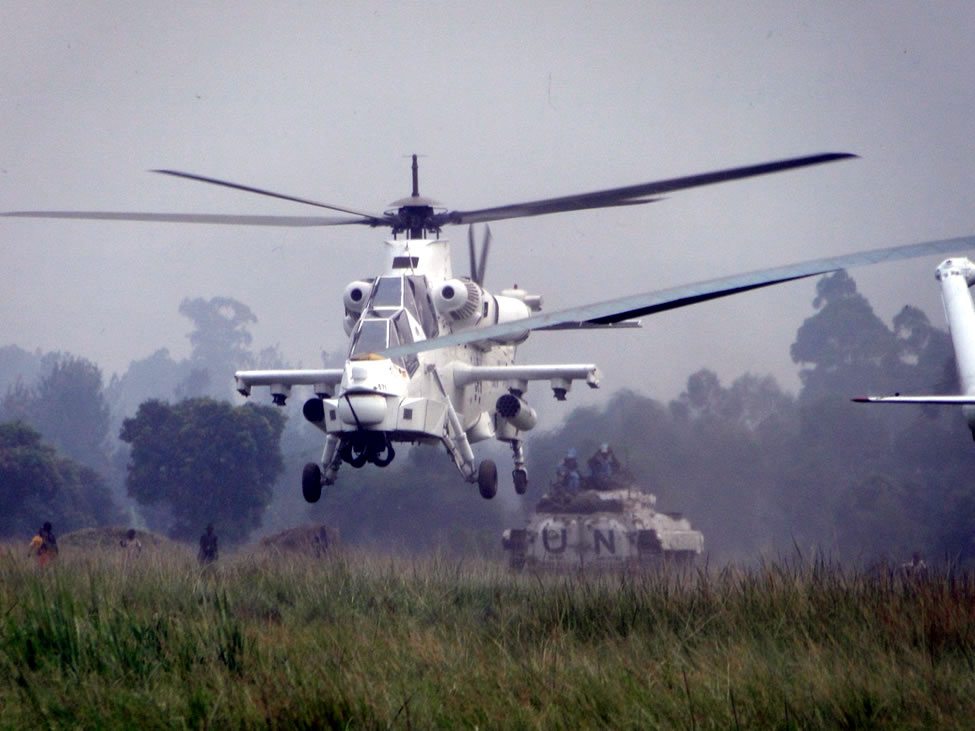
Un hélicoptère Denel AH-2 Rooivalk aux couleurs de la MONUSCO en mission.

Le projet fut démarré en 1984 avec la mise au point d'un démonstrateur d'hélicoptère d'attaque basé sur l'Alouette III, le Atlas XH-1 Alpha (en) qui vole en 1985. Le prototype du AH-2 débute ses vols en 1990. 
Le premier appareil entra en service en 1999 pour la force aérienne sud-africaine, la seule force aérienne à l'utiliser à ce jour, qui débute de très longs essais. 
En avril 2005, seuls six des 12 aéronefs commandés étaient disponibles pour des essais et des évaluations opérationnels, les autres ayant besoin de mises à niveau logicielles. Le chef de l'armée de l'air sud-africaine, le lieutenant-général Carlo Gagiano, avait espéré que les hélicoptères seraient prêts vers juin 2007, indiquant le "facteur extrêmement préoccupant de temps que le projet mettait à maturité", attribuant les retards à l'exode du personnel de Denel ainsi que ses problèmes financiers. Cela a forcé la SAAF à évaluer des partenaires de développement de défense alternatifs. 
Une cellule a été endommagée de manière irréparable le 3 août 2005 après un "atterrissage incontrôlé". 
Le 17 mai 2007, le PDG du groupe Denel, Shaun Liebenberg, a annoncé la décision  de cesser le développement et le financement du Rooivalk en tant que produit d'exportation à la suite de son échec à remporter l'appel d'offres pour l'hélicoptère d'attaque turc contre l'Agusta A129 Mangusta.
En novembre 2007, le ministre de la Défense Mosiuoa Lekota a annoncé au Parlement que la SAAF allait investir 962 millions de rands (environ 137 millions de dollars américains aux taux de change de 2007) dans l'hélicoptère sur trois ans jusqu'en 2010/2011, afin de le rendre pleinement opérationnel.

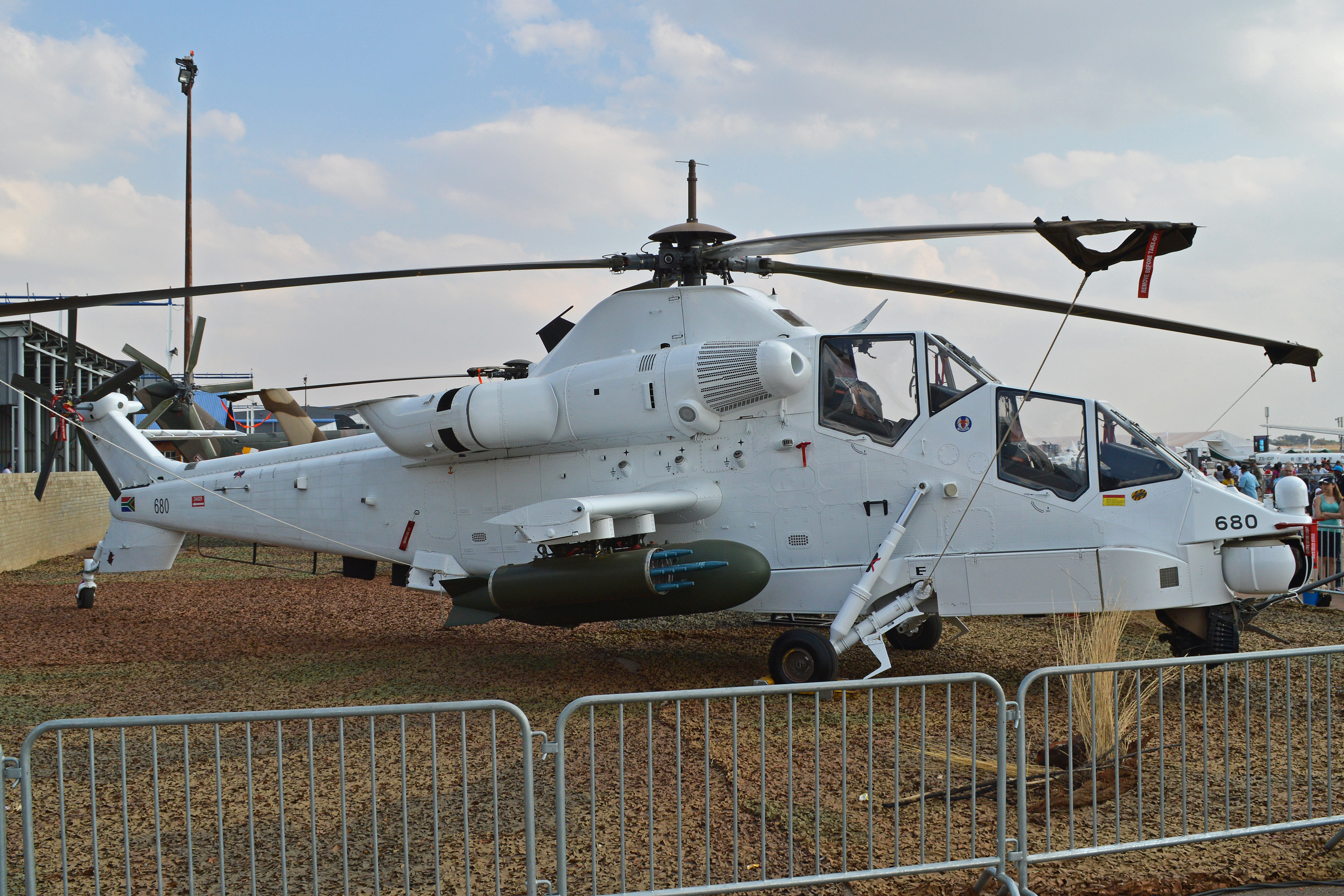
Un AH-2 exposé en 2014.

Le 1er avril 2011, la SAAF a reçu les cinq premiers des onze Rooivalk bloc 1F modernisés (l'un des douze avions initialement livrés a été radié à la suite d'un accident en 2005). La mise à niveau implique des systèmes de ciblage améliorés et d'autres avioniques qui permettent à l'hélicoptère d'utiliser des missiles guidés pour la première fois. Le missile antichar Mokopa a été qualifié dans le cadre du processus de mise à niveau. Les composants de la boîte de vitesses ont été améliorés et les problèmes de refroidissement avec le canon F2 de calibre 20 mm ont également été résolus. Les neuvième et dixième hélicoptères d'attaque Rooivalk ont été livrés en septembre 2012 après leur mise à niveau vers la norme d'exploitation initiale du bloc 1F. Le onzième et dernier Rooivalk a été livré le 13 mars 2013.
Les onze appareils en service font partie de l'escadron no 16 stationné sur la base aérienne Bloemspruit, près de Bloemfontein. L'hélicoptère est déployé pour des missions de maintien de la paix dès que sa capacité opérationnelle initiale est atteinte
Son baptême du feu eut lieu le 4 novembre 2013, lors de la rébellion du M23, avec trois appareils déployés dans la MONUSCO.

## Culture populaire
Le Rooivalk est disponible dans le jeu vidéo War Thunder.